# Museo diocesano (Carpi)
Il Museo diocesano d'arte sacra "Cardinale Rodolfo Pio di Savoia" di Carpi (Modena), inaugurato il 17 maggio 2008, è allestito nella chiesa di Sant'Ignazio di Loyola, edificata fra il 1670 e il 1682 dai Gesuiti.
Il museo espone opere d'arte e suppellettile liturgica proveniente dalle chiese del territorio diocesano, che fino al 1998 erano collocate nel museo civico, ma che nel 1999 furono restituite dal Ministero per i beni e le attività culturali alla Diocesi di Carpi per essere sistemate nella nuova sede museale.
Il museo è stato chiuso al pubblico dal 20 maggio 2012 in seguito agli eventi sismici che hanno colpito l'Emilia Romagna.
Nel 2017 sono stati affidati i lavori di ripristino nell'ottica di una riapertura della chiesa e dell'annesso museo, avvenuta il 5 maggio 2019 alla presenza del cardinale Gualtiero Bassetti.

## Opere
Il museo diocesano è costituito principalmente dalla chiesa stessa di Sant'Ignazio di Loyola con il suo arredo liturgico e le sue opere d'arte, databili dal XVII al XIX secolo, mentre il percorso museale vero e proprio si sviluppa in alcuni spazi della chiesa e nelle due sacrestie, dove sono collocati dipinti, incisioni, sculture, tessuti, arredi sacri e suppellettile liturgica. Di particolare interesse:
- sculture in terracotta (XV secolo) di bottega toscana;
- i reliquari (inizio del XVI secolo), della bottega di Bartolomeo Spani, provenienti dalla chiesa parrocchiale di Santa Croce;
- gli Antifonari dalla cattedrale (1515 - 1534), opera di Damiano Gafori;
- suppellettile liturgica (XVII - XIX secolo), in argento, di manifattura veneziana, emiliana, modenese e reggiana;
- dipinti, databili dal XVII al XIX secolo, di scuola emiliana fra cui si segnalano le opere di Sante Peranda, Giovanni Andrea Donducci, Ippolito Scarsella, Francesco Stringa, Bonaventura Lamberti, Giuseppe Varotti, Adeodato Malatesta ed altri.